# نمير (إب)
نمير هي إحدى قرى الجمهورية اليمنية. تتبع جغرافيا لمحافظة إب وإداريًا لمديرية القفر. يبلغ تعداد سكانها 1324 نسمة حسب الإحصاء الذي أجري عام 2004.